# Блёндаль, Пьетюр
Пьетюр Харальдссон Блёндаль (исл. Pétur Haraldsson Blöndal; 24 июня 1944, Рейкьявик — 26 июня 2015) — исландский депутат альтинга от Партии независимости Исландии, был президентом в комитетах ОБСЕ, Комитете по социальным вопросам и Комитете по здравоохранению и обеспечению.
Получил докторскую степень по математике в Кёльнском университете. Безуспешно баллотировался на пост председателя Партии независимости на национальном собрании в конце июня 2010 года и получил 30 % голосов.
Умер в своём доме 26 июня 2015 года после многолетней борьбы с раком.